# Лапландия
Вижте пояснителната страница за други значения на Лапландия.
Лапландия (на северносаамски: Sápmi) е историко-географска област в Северна Европа, включваща териториите, традиционно обитавани от етническата група саами. Днес областта е разделена между Норвегия, Швеция, Финландия и Русия, като саамите съставляват едва 5% от населението. Площта на Лапландия е около 390 000 km², а населението – около 2 милиона души.
Според легендата Дядо Коледа живее в Лапландия (или на Северния полюс).
В Лапландия е установен най-големия процент хора с кръвна група АБ.